# راندي دونكان
راندي دونكان (بالإنجليزية: Randy Duncan)‏ هو لاعب كرة القدم الكندية ومحامي أمريكي، ولد في 15 مارس 1937 في أوسيدج في الولايات المتحدة، وتوفي في 27 سبتمبر 2016 في دي موين في الولايات المتحدة.

## وصلات خارجية
- راندي دونكان على موقع مرجع كرة القدم المحترفة.كوم (الإنجليزية)
- راندي دونكان على موقع JustSportsStats.com (الإنجليزية)
- راندي دونكان على موقع قاعة آيوا للمشاهير الرياضية (الإنجليزية)